# Flaws
Flaws è un singolo del gruppo musicale britannico Bastille, pubblicato il 4 luglio 2011.
Il singolo è stato successivamente ripubblicato il 19 ottobre 2012 come terzo estratto dal primo album in studio Bad Blood.

## Video musicale
Il videoclip, diretto da Austin Peters, è stato pubblicato il 12 settembre 2012 attraverso il canale YouTube del gruppo.

## Tracce
7" – prima edizione
- Lato A

1. Flaws – 3:38

- Lato B

1. Icarus – 3:15

7" – seconda edizione
- Lato A

1. Flaws – 3:37

- Lato B

1. Durban Skies – 4:11

Download digitale
1. Flaws – 3:37
2. Durban Skies – 4:11
3. Flaws (Cinematic's in My Soul Remix) – 4:29
4. Flaws (Live from the Scala) – 3:45
5. Flaws (Video) – 3:41

## Formazione
- Dan Smith – voce, tastiera, pianoforte, programmazione
- Mark Crew – tastiera, programmazione
- Dave De Rose – batteria

## Classifiche
| Classifica (2012)          | Posizione massima |
| -------------------------- | ----------------- |
| Regno Unito                | 21                |
| Stati Uniti (alternative)  | 18                |
| Stati Uniti (rock)         | 32                |
| Stati Uniti (rock airplay) | 31                |

## Date di pubblicazione
| Paese       | Data di pubblicazione | Formato           | Etichetta           |
| ----------- | --------------------- | ----------------- | ------------------- |
| Regno Unito | 4 luglio 2011         | 7"                | Young and Lost Club |
| Regno Unito | 19 ottobre 2012       | 7"                | Virgin              |
| Mondo       | 21 ottobre 2012       | Download digitale | Virgin              |